# Ništa nije zauvek
Ništa nije zauvek je strip epizoda Dilana Doga objavljena premijerno u Srbiji u svesci #222. u izdanju Veselog četvrtka. Na kioscima se pojavila 13. februara 2025. god. Koštala je 450 dinara (3,8 €; 4,1 $). Imala je 94 strane.

## Originalna epizoda
Originalna epizoda pod nazivom Nulla e per sempere objavljena je premijerno u #431. regularne edicije Dilana Doga u Italiji u izdanju Bonelija. Izašla je 30.7.2022. Koštala je 4,9 €. Scenario je naopisao Đankarlo Marcano, a nacrtao Đovani Fergijeri. Naslovnu stranu su nacrtali braća Đanluka i Raul Čestaro.

## Sadržaj
Gerti, mlada i lepa devojka, radi u call centeru. Nezadovoljna je svojim životom jer ne uspeva da nađe dečka. Ostale koleginice je zbog toga zadirkuju. Gerti živi sama, ali zamišlja da je njena majka još uvek živa. Često je obilazi na groblju (1945-2012). Sreće nepoznatog čoveka koji se predstavlja kao Craig i sa kojim ulazi u seksualni odnos. Postaje mnogo vedrija i počela da se smeje. Na poslu doživljava još veće provokacije, nakon čega se posvađa i udari jednu od koleginica. Gerti i dalje zamišlja da razgovara sa svojom majkom koja ne odobrava njen odnos sa Krejgom. Dilan pomaže svojoj devojci Mej da se prepakuje i preseli u novu kancelariju. Mej radi kao savetnica za imidž i odnose sa javnošću, sa privatnim firmama, glumcima, muzičarima itd. U svojim ormarima drži gomilu novina. Scena u Moonbaru. Alvin, srednjih 30 godina, svako veče provodi u lokalu i nailazi na otmenu damu koja je seksualno provokativno obučena i nosi veliki crni šešir, koji joj sakriva lice. U polu-pripitom stanju izlazi s njom iz lokala i ona ga gura u Temzu. Dok pokušava da se spasi, ona mu štiklom stane na ruku i Alvin se davi. Dylan i blok odlaze u mrtvačnicu i počinju da istražuju Alvinovo ubistvo. Dama u crnom ulazi u advokatsku kancelariju Brugel & Coltrane i brutalno ubija Brugela, jednog od zaposlenih u kancelariji. Dama u crnom se ponovo pojavljuje i pokušava da ubije Mei. U tom trenutku nailazi Dylan i uspeva da je na vreme odvede u bolnicu.

## Prethodna i naredna sveska
Prethodna sveska regularne edicije nosila je naslov Polarni bezdani (#221), a naredna Zaštitiću te (#223).
Pogledati: Dilan Dog (spisak epizoda)